# Hendrik Van Dijck
Hendrik Van Dijck o Van Dyck (Herentals, 5 de febrer de 1974) és un ciclista belga, que fou professional entre 1995 i 2003. En el seu palmarès destaca la victòria al Gran Premi E3 (1997) i la Nokere Koerse en tres edicions (1996, 1997 i 2000).

## Palmarès
- 1990
  - 1r al Tour de Flandes Junior
- 1993
  - Vencedor d'una etapa del Circuit Franco-belga
- 1994
  - 1r al Premi de les sis muntanyes de Harelbeke
  - 1r a la Hasselt-Spa-Hasselt
- 1995
  - Vencedor d'una etapa de la Volta a la Baixa Àustria
  - Vencedor d'una etapa de la Hofbrau Cup
- 1996
  - 1r a la Nokere Koerse
- 1997
  - 1r al Gran Premi E3
  - 1r a la Nokere Koerse
  - 1r al Trofeu Manacor
  - Vencedor d'una etapa de la Volta a Castella i Lleó
  - Vencedor d'una etapa de la Volta a Suècia
- 1999
  - 1r al Gran Premi Rudy Dhaenens
- 2000
  - 1r a la Nokere Koerse
  - Vencedor d'una etapa de la Volta a Múrcia
- 2002
  - Vencedor d'una etapa de la Volta a Rodes
  - Vencedor d'una etapa del Tour del llac Qinghai

### Resultats al Giro d'Itàlia
- 1999. 116è de la classificació general